# Craig Conway
Craig Conway (nascido em 1975) é um ator inglês que já atuou em inúmeras peças de teatro e séries televisivas, além de trabalhar no cinema. Craig foi casado com a atriz Jill Halfpenny, com quem teve um filho.